# Jegunovce (kommun)
Jegunovce (makedonska: Јегуновце, albanska: Komuna e Jegunocit) är en kommun i Nordmakedonien. Den ligger i den nordvästra delen av landet, 27 kilometer nordväst om huvudstaden Skopje. Antalet invånare är 10 806. Arean är 177 kvadratkilometer.
Följande samhällen finns i kommunen Jegunovce:
- Jegunovce
- Raotince
- Rogačevo
- Jažince